# Grosvenor House
Grosvenor House è un complesso di torri gemelle nella Dubai Marina di Dubai, negli Emirati Arabi Uniti.

## Caratteristiche
Le due torri, Grosvenor House West Marina Beach e Grosvenor House The Residence, sono entrambe alte 210 metri e con 48 piani. Il complesso, di proprietà dello sceicco Ahmed bin Saeed Al Maktoum, prende il nome dalla Grosvenor House di Londra .
La Grosvenor House West Marina Beach, i cui lavori di costruzione sono iniziati nel marzo 2003  è stata completata nel 2005 e aperta il 21 giugno 2005.  All'apertura, la torre divenne il primo hotel a Dubai Marina e l'ottavo edificio più alto di Dubai. La torre contiene camere d'albergo e appartamenti residenziali gestiti da Le Méridien . L'edificio ospita dodici ristoranti e bar.  Lo chef stellato Gary Rhodes è lo chef-patron di "Rhodes Mezzanine", ora conosciuto come Rhodes W1, uno dei ristoranti di Grosvenor House West Marina Beach.
La seconda torre, Grosvenor House The Residence, è stata completata nel 2011.